# Doppelglück
Doppelglück (chinesisch 囍, Pinyin xǐ, Jyutping hei2 auch bekannt als 雙喜 / 双喜,  shuāngxǐ, Jyutping soeng1hei2 – „doppelte Freude“) symbolisiert in China Glück in der Ehe und besteht aus zwei miteinander verbundenen Zeichen für das Wort ‚Glück, Freude‘ (喜 喜,  xǐ, Jyutping hei2). Orthografisch ist es eine sogenannte grafische Schriftzeichenvariante (異體字 / 异体字,  yìtǐzì, Jyutping ji6tai2zi6 – „Allograph, grafische Variante“) des Standardschriftzeichens xi (喜).
Es wird als Symbol der Eheschließung verwendet und steht für das Hochzeitsglück. Als dekoratives Glückssymbol wird es – meist in der chinesischen Tradition für freudige Anlässe in der Farbe Rot oder Gold dargestellt – als Scherenschnitt an die Türen von Häusern gehängt, in denen ein frischgebackenes Brautpaar wohnt oder eine Hochzeit stattfindet.
In der Verbotenen Stadt fanden kaiserliche Hochzeiten in der so genannten Ostkammer der Wärme des Palasts der Irdischen Ruhe statt, deren Wände rot gestrichen waren. In diesem Raum gab es eine rot lackierte Stellwand, auf der in goldener Schrift das Schriftzeichen Doppelglück stand. Der Teppich war ebenfalls mit diesem Schriftzeichen sowie mit Drachen und Phönixen bestickt.
Die Zeichen 喜,  xǐ (U+559C) und 囍,  xǐ (U+56CD) werden von Radikal 30 regiert. 
- Schriftzeichen Shuangxi – 囍 ‚Doppelglück‘ als Symbol

Schriftzeichen Shuangxi – 囍 als Symbol
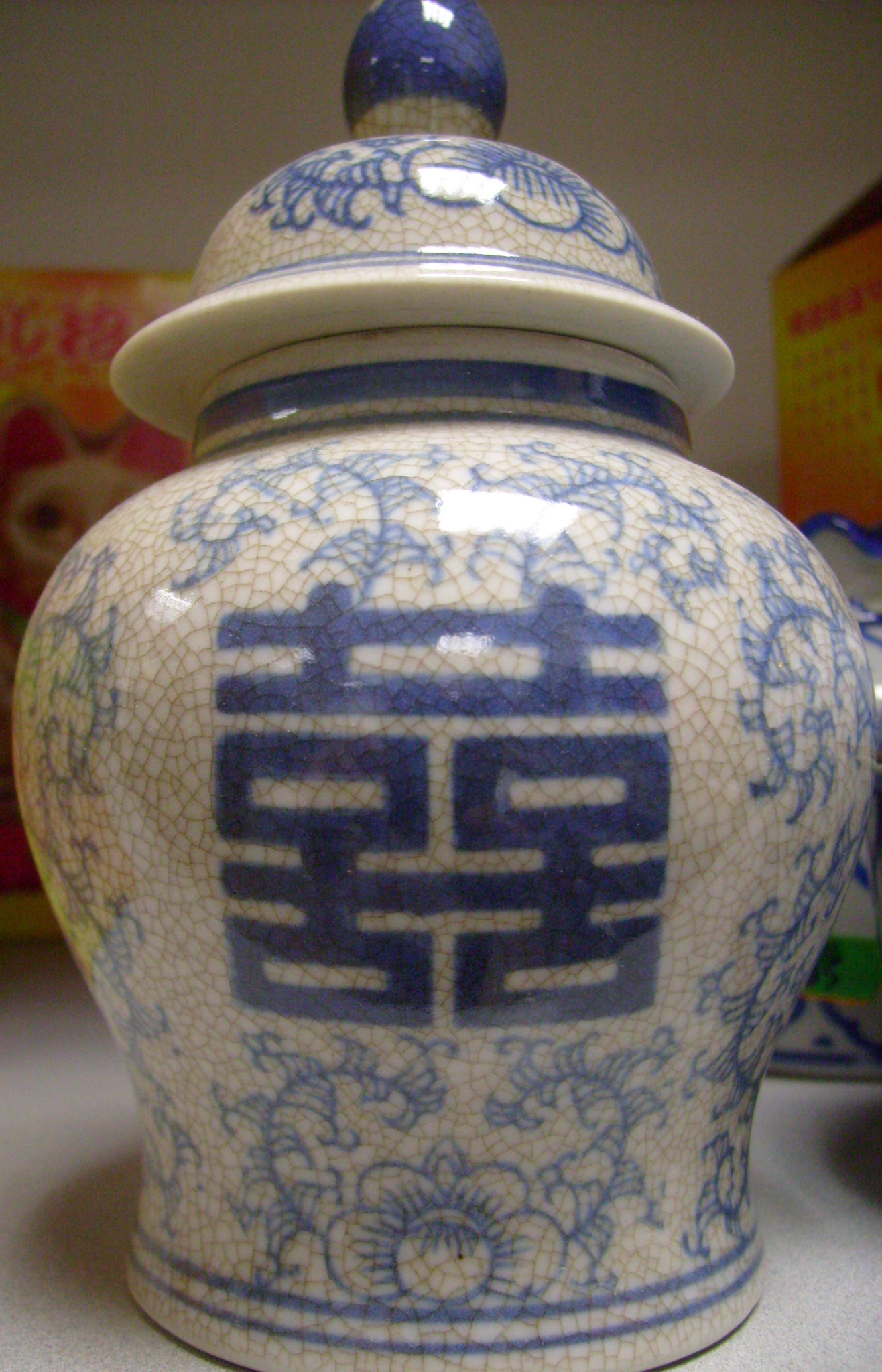
Porzellan, 2009
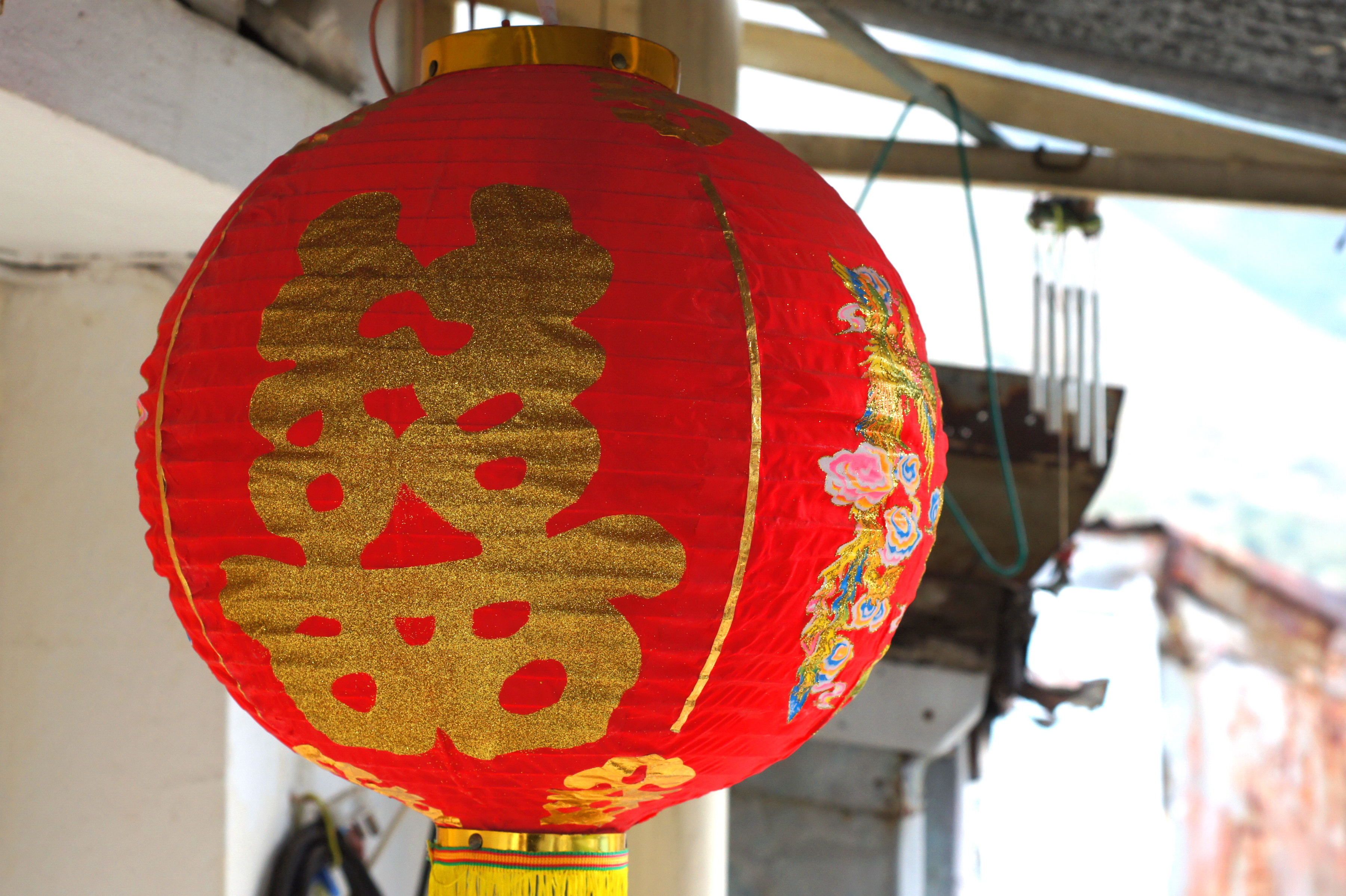
Auf Papierlatene als Glückssymbol, 2012
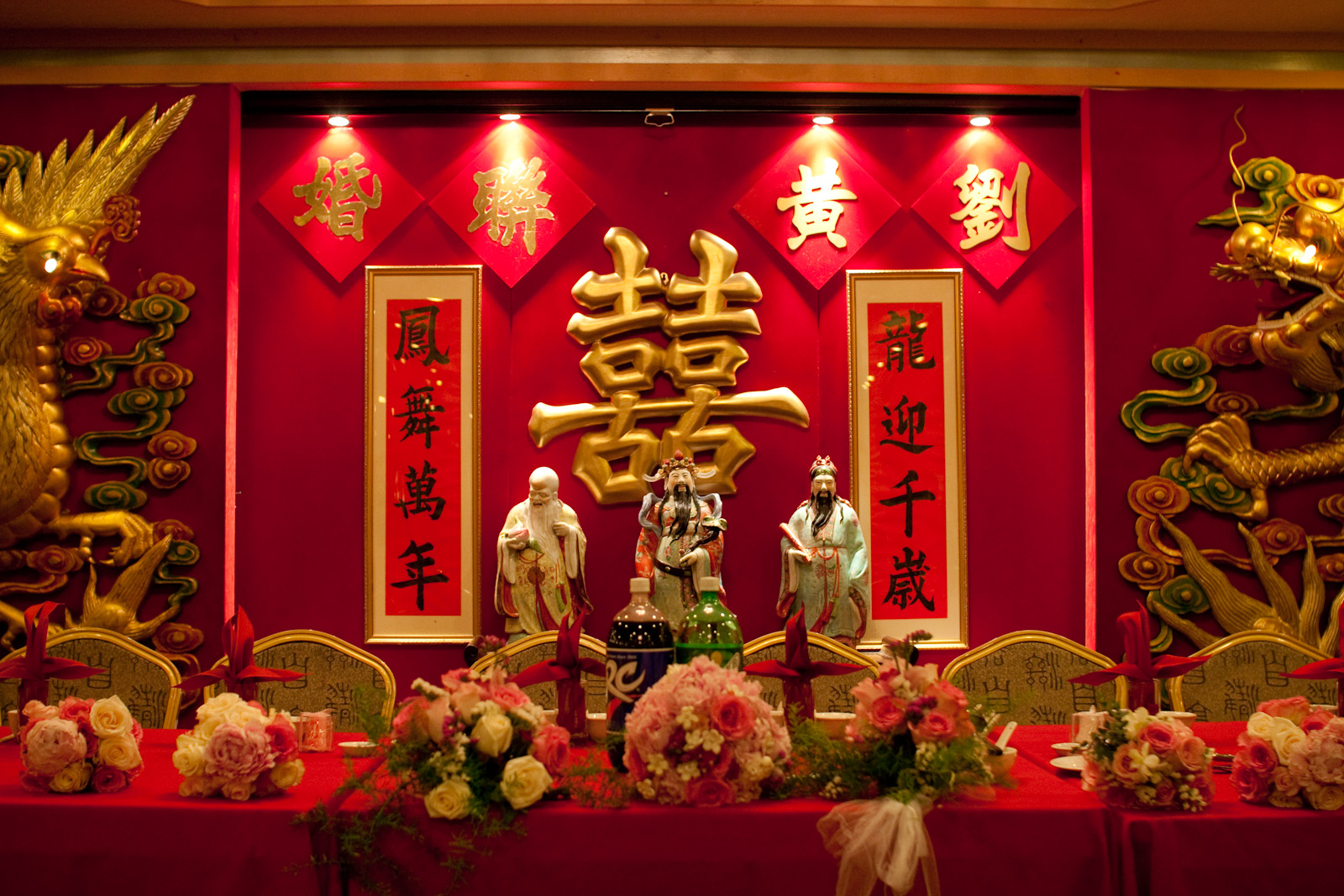
Dekoratives Element – Hochzeitsbankett, 2009
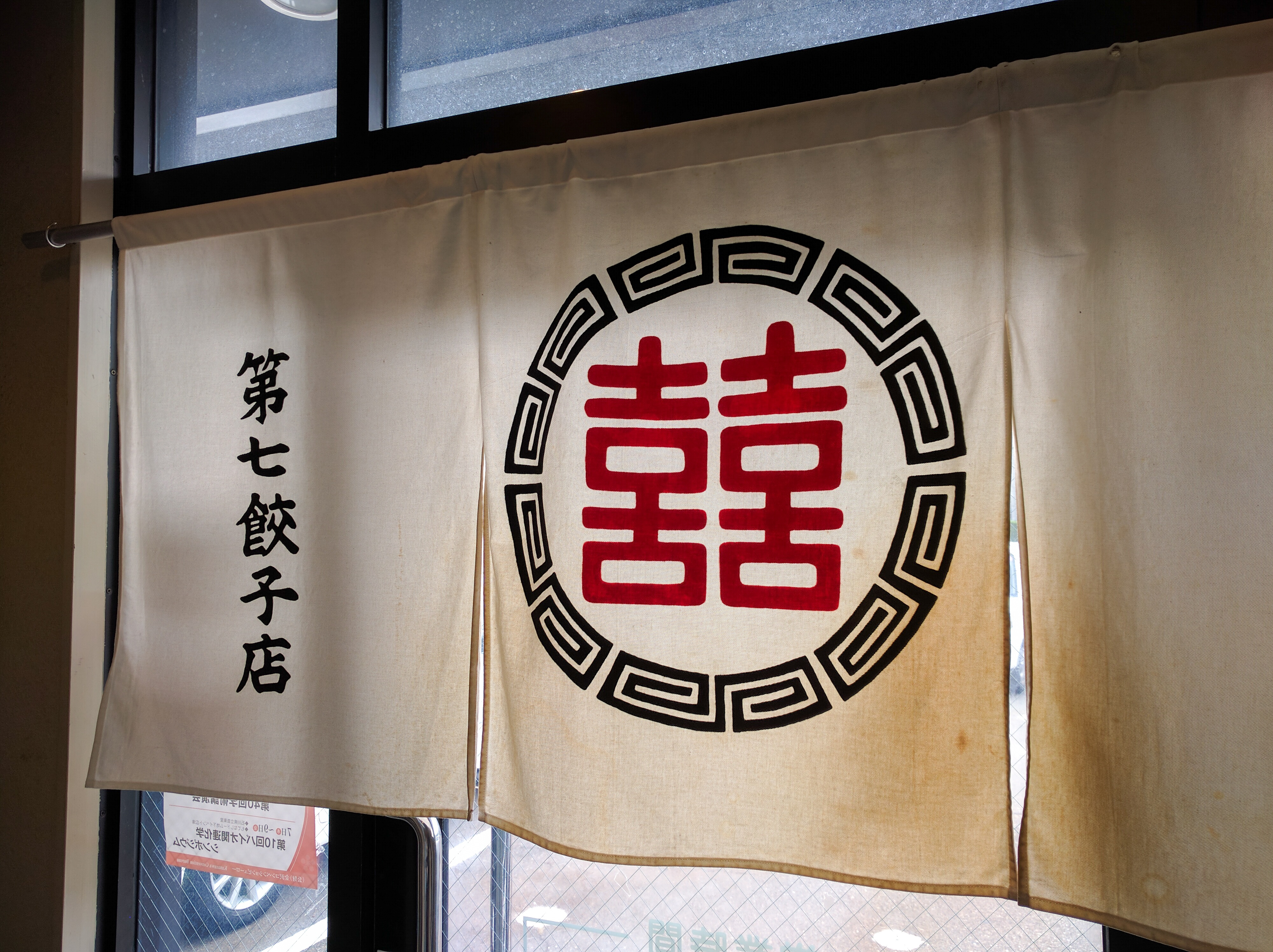
Als Firmenlogo – Gyōza-Laden, 2016
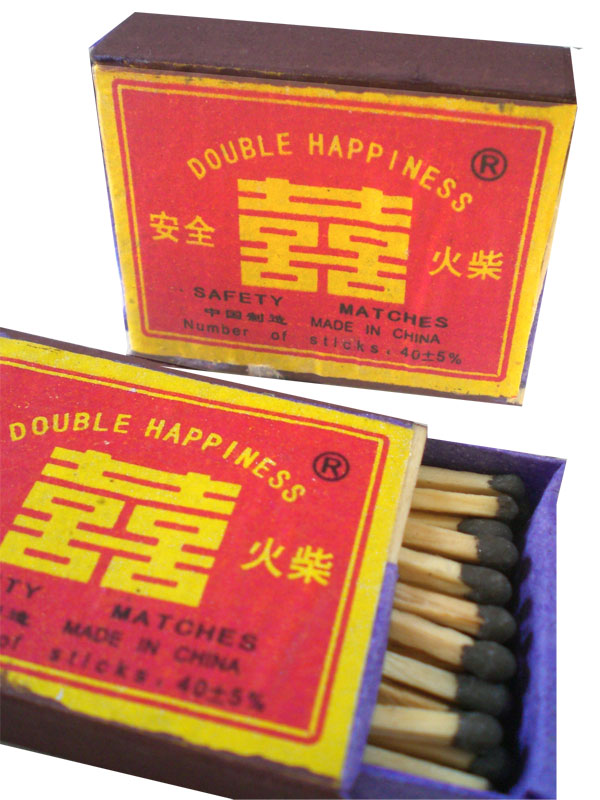
Firmenlogo, 2007
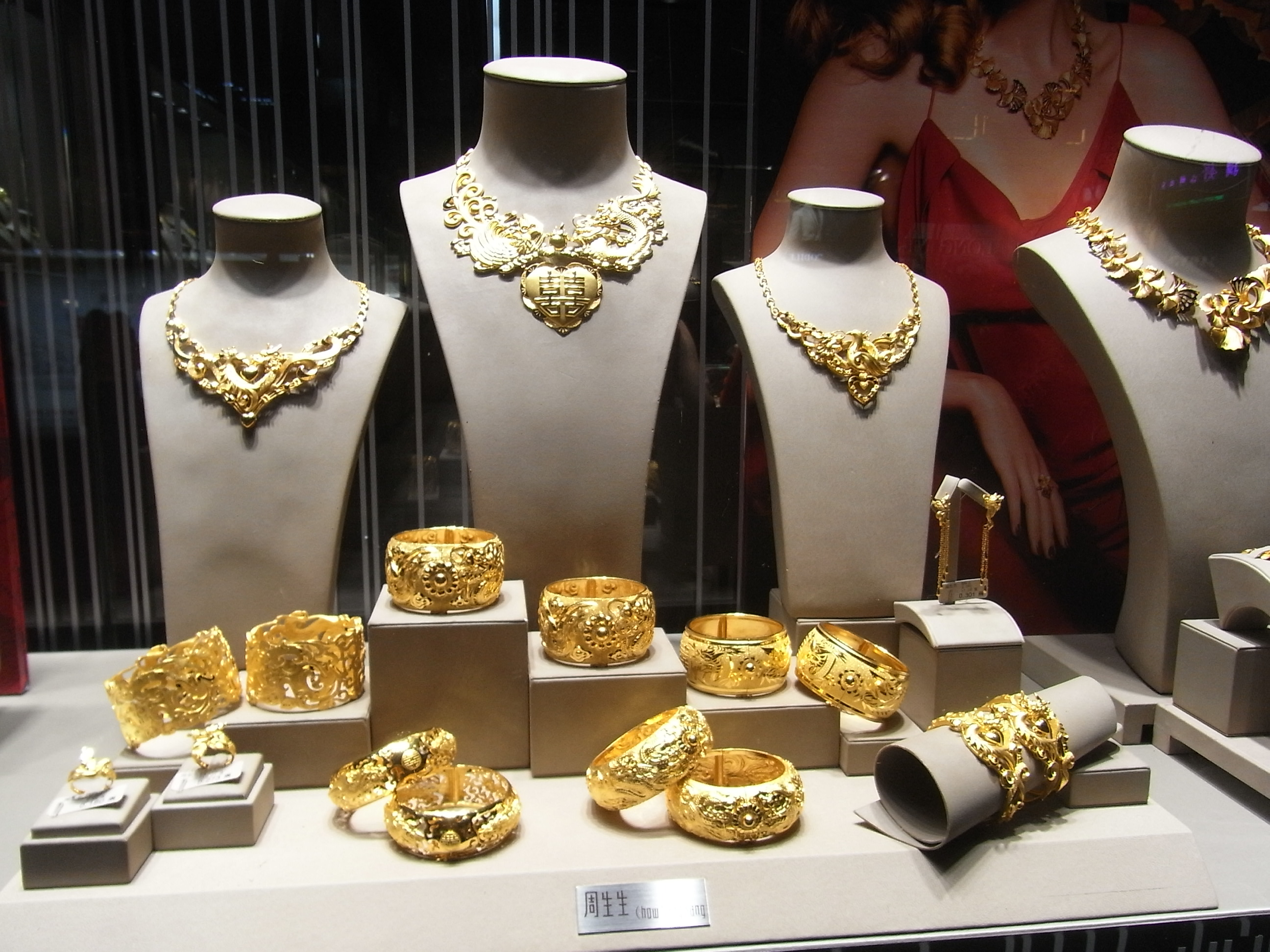
Auf Goldschmuck zur Hochzeit, 2012

Anmerkung